# Daniel Prévost (homme politique)
Pour les articles homonymes, voir Daniel Prévost (homonymie) et Prévost.
Daniel Prévost, né le 20 mai 1945 à Montescourt-Lizerolles (Aisne), est un enseignant et homme politique français.
Il est membre de l'Union pour un mouvement populaire.

## Biographie
Professeur de technologie, il fait son entrée en politique en 1983 en devenant conseiller municipal de Bazouges-la-Pérouse. Il en devient adjoint en 1989, puis maire à partir de 1995. 
Lors des élections cantonales de 2001, il permet à la droite de récupérer le canton d'Antrain en étant élu conseiller général face au sortant divers gauche Michel Lahogue.
Il était le suppléant de Marie-Thérèse Boisseau aux élections législatives de 2002 dans la sixième circonscription d'Ille-et-Vilaine. La députée devient secrétaire d'État aux handicapés le 17 juin 2002, et lui cède son fauteuil. À la fin des activités ministérielles de cette dernière en mars 2004, son ex-suppléant refuse de démissionner. Il a donc occupé ce siège pendant la quasi-totalité de la XIIe législature (2002-2007). Il était inscrit au groupe UMP et était membre de la commission des affaires culturelles. Il a également été président du groupe d'amitié parlementaire avec le Guyana.
Se présentant sans étiquette aux cantonales en mars 2008 dans le canton d'Antrain, il est battu par le candidat divers gauche, Henri Rault.

## Mandats
Député
- 19/07/2002 - 19/06/2007 : député de la sixième circonscription d'Ille-et-Vilaine

Conseiller général
- 18/03/2001 - 16/03/2008: membre du conseil général d'Ille-et-Vilaine (élu dans le canton d'Antrain)

Conseiller municipal / Maire
- 14/03/1983 - 19/03/1989 : conseiller municipal de Bazouges-la-Pérouse (Ille-et-Vilaine)
- 20/03/1989 - 18/06/1995 : adjoint au maire de Bazouges-la-Pérouse
- 19/06/1995 - 18/03/2001 : maire de Bazouges-la-Pérouse
- 19/03/2001 - 21/03/2008 : maire de Bazouges-la-Pérouse
- Depuis le 21/03/2008 : maire de Bazouges-la-Pérouse[1]